# Gespikkelde stekelstaart
De gespikkelde stekelstaart (Thripophaga gutturata synoniem: Cranioleuca gutturata) is een zangvogel uit de familie Furnariidae (ovenvogels). Het is een onopvallende bosvogel uit het noordwesten van Zuid-Amerika.

## Taxonomie
De vogel werd in 1838 door Alcide d'Orbigny en Frédéric de Lafresnaye geldig beschreven. Volgens fylogenetisch onderzoek gepubliceerd in 2011 en 2020 is plaatsing in het geslacht Thripophaga het best verdedigbaar.

## Kenmerken
De vogel is 13 tot 15 cm lang. Van boven is de vogel bruin, met een opvallend kastanjebruine kruin en een smalle licht wenkbrauwstreep. Van onder is de vogel geelbruin met streepjes.

## Verspreiding en leefgebied
Deze soort komt voor van zuidelijk Colombia tot noordelijk Bolivia, de Guyana's en noordelijk amazonisch Brazilië. De leefgebieden liggen in tropisch moerasbos tot op 1100 meter boven zeeniveau.